# Cabinet des estampes

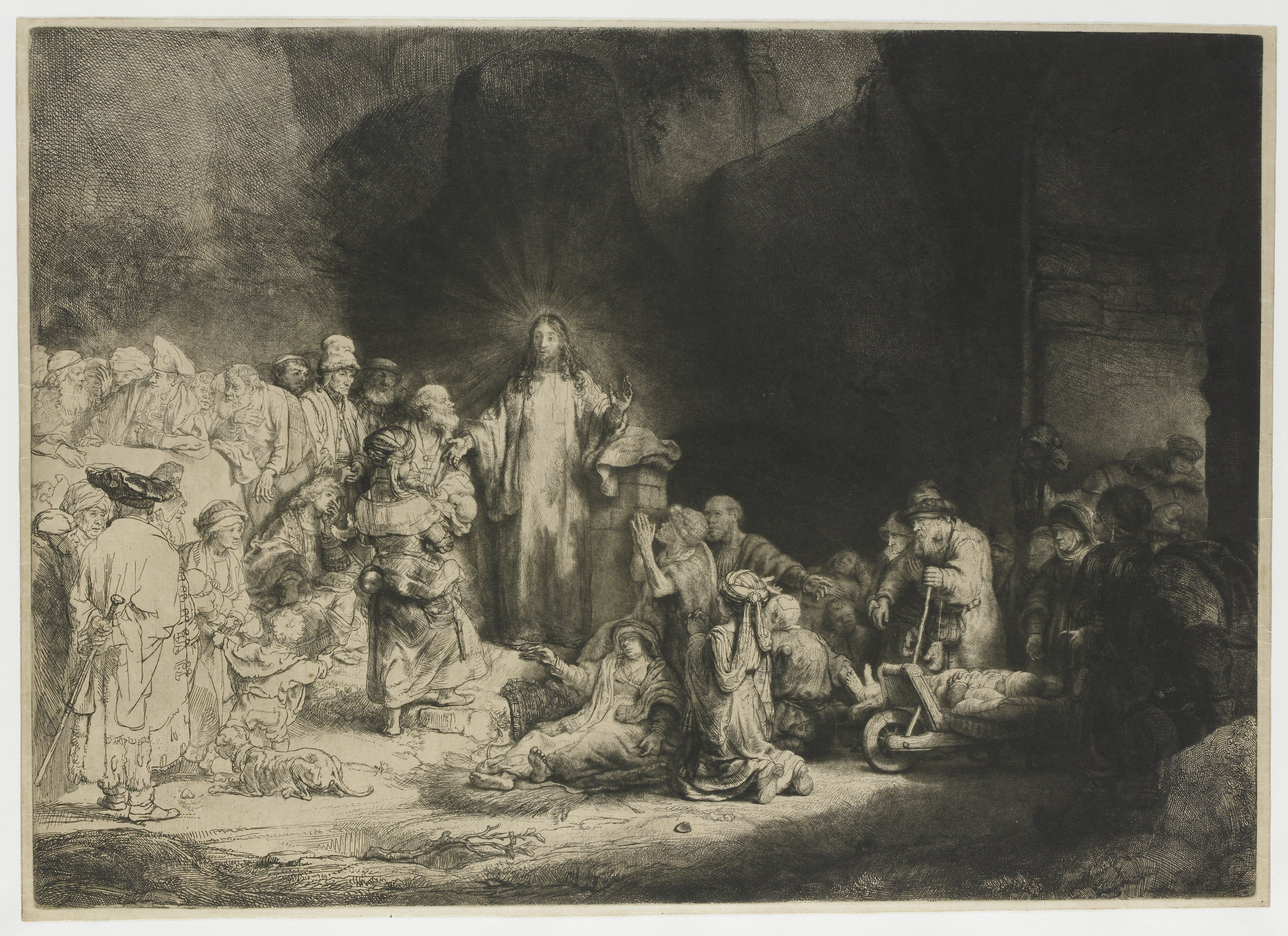
La Pièce aux cent florins (vers 1647-1649), gravure par Rembrandt. La plupart des grands cabinets d'estampes en possèdent un exemplaire.

On appelle cabinet des estampes ou plus généralement département d'arts graphiques le lieu où sont conservées, dans un certain nombre de bibliothèques et de musées, les collections d'images imprimées sur papier. Les estampes sont parfois conservées parmi les autres œuvres sur papier, en particulier les dessins, au sein d'un « cabinet d'arts graphiques ».

## Caractéristiques
Pour des raisons de conservation, les œuvres sur papiers ne sont pas exposées de manière permanente. Elles sont susceptibles de se détériorer sous l'influence de la lumière, de la température et de l'humidité et l'exposition dans un espace ouvert est limitée en général à moins de six mois. Le reste du temps, elles sont conservées dans de boîtes rigides sans acide, des albums ou des portfolios et dans des espaces fermés. De plus, des problèmes de place oblige de les mettre en réserve la plupart du temps, si possible conservés dans des cadres appropriés à l'archivage, mais de nombreuses collections sont encore stockées en feuillets individuels dans des cartons. Dans de petites collections, le stockage peut se faire dans le même espace où on les consulte (la « salle de lecture » ou « salle de consultation »), mais en général les collections plus importantes qui peuvent comporter bien plus d'un million d'objets, le stockage et la consultation sont séparés.
Les collections de dessins et d'estampes se trouvent fréquemment associées à des bibliothèques plutôt qu'à des musées ou collections de peintures, le plus souvent pour des raisons historiques. Par exemple, la collection principale d'estampes est, à Paris, à la Bibliothèque nationale de France et non pas au Musée du Louvre. De même, à New York et à  Washington, les musées principaux (Metropolitan Museum of Art et National Gallery of Art) et les grandes bibliothèques (New York Public Library et Library of Congress) ont tous des collections importantes. Au Royaume-Uni, la collection principale d'estampes et de dessins européens est au British Museum. La National Gallery à Londres ne conserve pas d'œuvres sur papier, seulement des peintures et sculptures. La Tate Britain, l'un des musées de la Tate galerie contient des dessins et estampes britanniques, parmi lesquels des dessins, aquarelles et gravures de Joseph Mallord William Turner. Le Victoria and Albert Museum est conserve des œuvres sur papier, y compris des posters.
Parmi les établissements administrativement indépendants qui sont consacrés aux arts graphiques, il y a l'Albertina de Vienne comptant près d'un million d'estampes et plus de 65 000 dessins de maîtres, le Kupferstichkabinett Berlin qui est un musée à part consacré exclusivement aux estampes et dessins.

## Cabinets des estampes (France, Belgique, Suisse)

### France
En France, le terme « Cabinet des estampes », désigne le  département des Estampes et de la Photographie de la Bibliothèque nationale de France, directement issu du Cabinet des estampes de la Bibliothèque royale. 
De nombreux musées ont un département consacré aux arts graphiques, par exemple :
- Musée des beaux-arts de Dijon
- Musée des beaux-arts de Lille
- Musée des beaux-arts de Lyon
- Musée Fabre de Montpellier
- Musée des beaux-arts d'Orléans
- Musée des beaux-arts de Rennes
- Musée des beaux-arts de Rouen
- Cabinet des estampes et des dessins de Strasbourg
- Musée du Louvre, département des Arts graphiques
- Fondation Custodia
- Centre national d'art et de culture Georges-Pompidou
- École nationale supérieure des beaux-arts de Paris.
- Département des Estampes et de la Photographie de la Bibliothèque nationale de France

### Belgique
En Belgique, le « Cabinet des estampes » est celui de la Bibliothèque royale de Belgique. Des musées ont des services spécialisés, comme le 
- Cabinet des Estampes et des Dessins de Liège du Musée des beaux-arts de Liège
- Musée Plantin-Moretus d'Anvers
- Centre de la Gravure et de l'Image Imprimée à La Louvière[1]

### Suisse
En Suisse, à Genève, le « Cabinet des estampes », appelé Cabinet d'arts graphiques, est relié aux collections du Musée d'art et d'histoire